# Uau! Ao Vivo em Salvador
| Críticas profissionais | Críticas profissionais |
| Avaliações da crítica  | Avaliações da crítica  |
| Fonte                  | Avaliação              |
| ---------------------- | ---------------------- |
| Carnasite              | [ 1 ]                  |

Uau! Ao Vivo em Salvador é o terceiro álbum ao vivo da banda Babado Novo. Foi lançado em 21 de dezembro de 2004 em CD e DVD sob o selo da Universal Music. O CD e DVD venderam juntos cerca de 200 mil cópias em todo o Brasil.

## Idealização
Inicialmente o álbum seria gravado em São Paulo e teria participações especiais de Bell Marques (Chiclete com Banana) e do grupo Timbalada. Depois a gravação foi transferida para a Concha Acústica em Salvador, Bahia nos dias 12 de agosto e 13 de agosto, com participação da dupla sertaneja Bruno & Marrone. Houve mudança nas datas de gravação, sendo transferida para os dias 9 de setembro e 10 de setembro no mesmo local. Por conta da mudança, não houve as participações de Bell Marques, Timbalada e Bruno & Marrone. A produção chegou a trocar o horário cerca de quatro vezes.

## Gravação
Gravado na Concha Acústica do Teatro Castro Alves, em Salvador (Bahia) nos dias 9 de setembro e 10 de setembro de 2004, é também o primeiro DVD da banda em sua formação original. Além de canções inéditas, o disco traz canções dos dois primeiros álbuns da banda, como duas regravações de Roberto Carlos. O repertório total é composto de 29 canções, sendo que "Amor Perfeito", "Ê Saudade" e "Falando Sério" ficaram restritas somente à versão em CD do álbum, enquanto no DVD contém 8 faixas exclusivas que posteriormente foram lançadas em áudio através de um extended play, como "Babado Novo", "Te Amar é Preciso (Peixinho)", "Barracos / Beijo na Boca / Preciso de Você", "Love's Divine", "Selva Branca", "Se Me Chamar Eu Vou / Dê Um Grito Aí", "Cabelo Louro" e "No Passo da Marcharada".  Durante a gravação, a banda apresentou a canção "Transas" de Nico Rezende, porém a canção não foi inclusa em nenhuma versão do álbum.
A estética moderna do cenário foi elaborada por Suzana Lacevitz, da Universal Music, pelo cenógrafo Luís Fernando Wagner (Ventania), Manoel Castro, um dos empresários da banda, e Pedro da Rocha.

## Faixas

### CD
| N.º            | Título                                  | Compositor(es)                                                                                 | Duração |  |
| 1.             | "Eu Fico"                               | Claudia Leitte Luciano Pinto Sérgio Rocha                                                      | 4:10    |  |
| 2.             | "Canudinho"                             | Sérgio Rocha Adson Tapajós Zeca Brasileiro Cal Adan                                            | 3:46    |  |
| 3.             | "Doce Desejo"                           | Bruno Felipe Falcão                                                                            | 3:31    |  |
| 4.             | "Safado, Cachorro, Sem-Vergonha"        | Durval Luz Nino Balla Cristiane Teles Alan Moraes Júnior Seixas Luizinho Alex Napolitano Pinto | 3:45    |  |
| 5.             | "Amor Perfeito"                         | Michael Sullivan Paulo Massadas Lincoln Olivetti Robson Jorge                                  | 4:48    |  |
| 6.             | "Lirirrixa"                             | Rocha Leitte Pinto                                                                             | 3:34    |  |
| 7.             | "Vira Boate"                            | Daniel Ramon Marquinhos Carvalho                                                               | 2:53    |  |
| 8.             | "Falando Sério"                         | Maurício Duboc Carlos Colla                                                                    | 3:42    |  |
| 9.             | "Dyer Maker"                            | Robert Plant Jimmy Page John Bonham John Paul Jones                                            | 4:10    |  |
| 10.            | "Caranguejo"                            | Pinto Luz Balla Moraes                                                                         | 3:38    |  |
| 11.            | "Ê Saudade" (part. Jammil e uma Noites) | Manno Góes                                                                                     | 3:26    |  |
| 12.            | "Foto na Estante"                       | Rocha Brasileiro Tapajós                                                                       | 3:38    |  |
| 13.            | "Janeiro a Janeiro"                     | Zezito Doceiro                                                                                 | 4:40    |  |
| 14.            | "Me Chama de Amor"                      | Peixe Garrido                                                                                  | 4:03    |  |
| 15.            | "Dois Caminhos (Mestre e Aprendiz)"     | Leitte Rocha                                                                                   | 3:42    |  |
| 16.            | "Amor à Prova"                          | Rocha Brasileiro Tapajós                                                                       | 3:04    |  |
| 17.            | "Nada Mais (Magoou)"                    | Leitte Rocha                                                                                   | 3:36    |  |
| 18.            | "Cai Fora"                              | Rocha Brasileiro Tapajós                                                                       | 3:59    |  |
| 19.            | "Fulano in Sala"                        | Rocha Brasileiro Tapajós                                                                       | 3:56    |  |
| 20.            | "Uau"                                   | Pinto Napolitano Balla Moraes                                                                  | 3:59    |  |
| Duração total: | Duração total:                          | Duração total:                                                                                 | 70:02   |  |

### EP
| N.º            | Título                                                                       | Compositor(es)                                                       | Duração |  |
| 1.             | "Babado Novo"                                                                | Alexandre Peixe Cal Adan Beto Garrido                                | 3:07    |  |
| 2.             | "Te Amar é Preciso (Peixinho)"                                               | Jaccy Lee Toninho do Valle Pio Medrado Adan                          | 3:51    |  |
| 3.             | "Pot-pourri Netinho: Barracos (Escombros) / Beijo Na Boca / Preciso de Você" | Tenison Del Rey / João Guimarães, George Dias / Gigi, Carlinhos Boca | 7:20    |  |
| 4.             | "Love's Divine"                                                              | Mark Batson Seal                                                     | 3:42    |  |
| 5.             | "Selva Branca"                                                               | Carlinhos Brown Vevé Calazans                                        | 3:40    |  |
| 6.             | "Pot-pourri Chiclete: Se Me Chamar Eu Vou / Dê um Grito Aí"                  | Buzziga, Tonho Matéria / Clori Roger                                 | 4:02    |  |
| 7.             | "Cabelo Louro"                                                               | Sérgio Rocha Zeca Brasileiro Adson Tapajós                           | 2:29    |  |
| 8.             | "No Passo da Marcharada"                                                     | Rocha Brasileiro Tapajós                                             | 2:20    |  |
| 9.             | "Vira Boate"                                                                 | Daniel Ramon Marquinhos Carvalho                                     | 2:59    |  |
| Duração total: | Duração total:                                                               | Duração total:                                                       | 31:07   |  |

### DVD
| N.º | Título                                                                       | Compositor(es)                                                                                 | Duração |  |
| 1.  | "Abertura"                                                                   |                                                                                                |         |  |
| 2.  | "Eu Fico"                                                                    | Claudia Leitte Luciano Pinto Sérgio Rocha                                                      |         |  |
| 3.  | "Babado Novo"                                                                | Alexandre Peixe Cal Adan Beto Garrido                                                          |         |  |
| 4.  | "Te Amar é Preciso" (Peixinho)                                               | Jaccy Lee Toninho do Valle Pio Medrado Adan                                                    |         |  |
| 5.  | "Safado, Cachorro, Sem-vergonha"                                             | Durval Luz Nino Balla Cristiane Teles Alan Moraes Júnior Seixas Luizinho Alex Napolitano Pinto |         |  |
| 6.  | "Pot-pourri Netinho: Barracos (Escombros) / Beijo Na Boca / Preciso de Você" | Tenison Del Rey / João Guimarães, George Dias / Gigi, Carlinhos Boca                           |         |  |
| 7.  | "Doce Desejo"                                                                | Bruno Felipe Falcão                                                                            |         |  |
| 8.  | "Love's Divine"                                                              | Mark Batson Seal                                                                               |         |  |
| 9.  | "Canudinho"                                                                  | Rocha Adson Tapajós Zeca Brasileiro Adan                                                       |         |  |
| 10. | "Dyer Maker"                                                                 | Robert Plant Jimmy Page John Bonham John Paul Jones                                            |         |  |
| 11. | "Foto na Estante"                                                            | Rocha Brasileiro Tapajós                                                                       |         |  |
| 12. | "Lirirrixa"                                                                  | Rocha Leitte Pinto                                                                             |         |  |
| 13. | "Cai Fora"                                                                   | Rocha Brasileiro Tapajós                                                                       |         |  |
| 14. | "Fulano in Sala"                                                             | Rocha Brasileiro Tapajós                                                                       |         |  |
| 15. | "Janeiro a Janeiro"                                                          | Zezito Doceiro                                                                                 |         |  |
| 16. | "Selva Branca"                                                               | Carlinhos Brown Vevé Calazans                                                                  |         |  |
| 17. | "Amor à Prova"                                                               | Rocha Brasileiro Tapajós                                                                       |         |  |
| 18. | "Nada Mais (Magoou)"                                                         | Leitte Rocha                                                                                   |         |  |
| 19. | "Dois Caminhos (Mestre e Aprendiz)"                                          | Leitte Rocha                                                                                   |         |  |
| 20. | "Me Chama de Amor"                                                           | Peixe Garrido                                                                                  |         |  |
| 21. | "Pot-pourri Chiclete: Se Me Chamar Eu Vou / Dê um Grito Aí"                  | Buzziga, Tonho Matéria / Clori Roger                                                           |         |  |
| 22. | "Caranguejo"                                                                 | Pinto Luz Balla Moraes                                                                         |         |  |
| 23. | "Cabelo Louro"                                                               | Rocha Brasileiro Tapajós                                                                       |         |  |
| 24. | "No Passo da Marcharada"                                                     | Rocha Brasileiro Tapajós                                                                       |         |  |
| 25. | "Uau"                                                                        | Pinto Napolitano Balla Moraes                                                                  |         |  |
| 26. | "Vira Boate"                                                                 | Daniel Ramon Marquinhos Carvalho                                                               |         |  |

| Bônus          |                |         |  |
| N.º            | Título         | Duração |  |
| 1.             | "Making-of"    |         |  |
| 2.             | "Discografia"  |         |  |
| Duração total: | Duração total: | 107 min |  |

## Formação da banda
- Cláudia Leitte: violão e voz
- Sérgio Rocha: guitarra e violão
- Allan Moraes: baixo
- Alderico Neto (Buguelo): bateria
- Luciano Pinto: teclados
- Nino Balla e Durval Luz: percussão

### Músicos convidados
- Tita Alves, Angela Lopo, Rose Alvaia e Paulinho Caldas: backing vocals
- Robson Nonato: teclados
- Junior Figueiredo: violão (em estúdio)
- Nivaldo Cerqueira: sax-tenor
- Sinhô Cerqueira: trompete
- Carlinhos Pitanga: trombone
- Ivanzinho e Marcelo Tribal: percussão

## Singles
- Doce Desejo
- Me Chama de Amor
- Caranguejo

## Videoclipes
- Doce Desejo
- Me Chama De Amor

## Pré-masterização de DVD
- Autoração: Mosh Studios
- Técnico de autoração: Ronaldo Martines
- Supervisão Geral: Oswaldo Malagutti Jr.
- Telas e animações: Estúdio Becco
- Legendagem: Subtitling Online

## Desempenho comercial
O álbum permaneceu cerca de 26 semanas na parada musical de álbuns no Brasil, debutando na terceira posição e alcançando a primeira posição em sua segunda semana. Em menos de um mês, o DVD recebeu da ABPD o certificado de disco de ouro pela vendagem superior a 25 mil cópias. Foi entregue a banda durante uma das performances da banda no Carnaval de Salvador de 2005, o certificado disco de platina dupla pela vendagem superior a 250 mil cópias vendidas. Já o DVD debutou na 20ª posição, alcançando a 14ª em sua segunda semana. Em sua 8ª semana, o DVD alcançou a primeira posição, permanecendo no topo por 5 semanas. O álbum foi lançado em Portugal pela Mercury Records.

## Desempenho nas tabelas musicais

### Tabelas semanais
| Parada musical (2005)  | Melhor posição |
| ---------------------- | -------------- |
| Brasil (Top 40 Albums) | 1              |
| Brasil (Top 20 DVDs)   | 1              |

## Certificados e vendas
| País          | Disco específico | Vendas   | Certificação |
| ------------- | ---------------- | -------- | ------------ |
| Brasil (ABPD) | CD               | +100.000 |              |
| Brasil (ABPD) | DVD              | +100.000 | Diamante     |